# Tô Tuấn
Tô Tuấn (giản thể: 苏峻; phồn thể: 蘇峻; bính âm: Sū Jùn, ? – 328), tên tự Tử Cao (子高), người huyện Dịch, quận Trường Quảng . Ông vừa là tướng lãnh triều đình, vừa là thống soái lưu dân; từng tham gia dẹp loạn Vương Đôn, về sau lại mượn danh nghĩa thảo phạt đại thần Dữu Lượng, dấy binh chống lại chính quyền Đông Tấn.

## Về nam lánh nạn
Cha của Tô Tuấn là Tô Mô, làm An Nhạc tướng. Tuấn được học hành từ nhỏ, ban đầu làm Chủ bộ trong quận. Năm 18 tuổi, được cử làm Hiếu liêm.
Loạn Vĩnh Gia nổ ra (311), Tuấn quy tụ mấy ngàn nhà, kết lũy tự bảo vệ ở bản huyện. Bấy giờ nhiều nơi cũng có đồn lũy, nhưng thế lực của Tuấn là mạnh nhất. Ông sai trưởng sử Từ Vĩ truyền hịch đến các đồn, đem pháp luật dạy dỗ, lại thu hài cốt mà an táng, được xa gần cảm ơn nghĩa, đưa ông lên làm chủ.
Tấn Nguyên đế biết được, tạm lấy Tuấn làm An tập tướng quân. Khi Tào Nghi lãnh chức Thanh Châu thứ sử, muốn lấy ông làm Dịch lệnh, Tuấn xưng bệnh từ chối. Nghi ghét ông được lòng người, e ông sau này làm loạn, muốn đánh dẹp. Tuấn sợ, đưa mấy trăm gia đình bộ hạ vượt biển vào nam. Đến Quảng Lăng, triều đình vỗ về ông từ xa đến, chuyển làm Ưng dương tướng quân. Gặp lúc Chu Kiên tạo phản ở Bành Thành, Tuấn trợ giúp đánh dẹp, có công, được ban chức Hoài Lăng nội sử, dời làm Lan Lăng tướng.

## Dẹp loạn Vương Đôn
Năm Vĩnh Xương đầu tiên (322), loạn Vương Đôn nổ ra, có chiếu sai Tuấn đi dẹp. Ông bói không được lợi. dùng dằng không tiến. Khi đài quân thất bại, Tuấn lui về giữ Hu Dị. Bộ hạ cũ ở Hoài Lăng là Từ Thâm, Ngải Nghị lại xin cho ông làm Nội sử, có chiếu chấp nhận, được gia hiệu Phấn uy tướng quân. Năm Thái Ninh đầu tiên (323), đổi làm Lâm Hoài nội sử.
Năm thứ 2 (324), Thượng thư lệnh Si Giám muốn triệu Tuấn về cứu viện kinh đô, Đôn sai anh trai ông đến khuyên rằng: "Phú quý cứ ngồi mà giữ, sao lại tự tìm đến cái chết!?" Tuấn không nghe, soái quân về kinh đô, dừng lại ở phủ Tư Đồ cũ. Bộ hạ của Đôn là bọn Thẩm Sung, Tiền Phượng cho rằng quân đội của Tuấn đường xa mỏi mệt, nhân đêm tối từ Trúc Cách Chử vượt sông đến tập kích. Ông sai Hàn Hoảng cắt ngang Nam Đường, đại phá phản quân. Sau đó lại cùng Dữu Lượng đuổi đánh Thẩm Sung.
Được tiến làm Sứ trì tiết, Quan quân tướng quân, Lịch Dương nội sử, gia Tán kỵ thường thị, phong Thiệu Lăng công, thực ấp 1800 hộ.

## Cậy công kiêu dật
Tuấn vốn một mình tập hợp lực lượng trong thời buổi nhiễu nhương, vừa quy thuận triều đình thì đã lập công, uy vọng ngày càng lớn. Ông có đến vạn tinh binh, khí giới sắc bén, được triều đình gởi gắm việc ở Giang Bắc.
Tuấn cậy có binh lực, lại có quân công, vì thế trở nên kiêu dật, đòi hỏi lương thực ở chỗ quan viên địa phương; có gì không vừa ý, thì mắng mỏ bọn họ thậm tệ. Lại thu nạp hết thảy những kẻ tội đồ trốn tránh (nuôi giấu Biện Xiển, anh trai Biện Hàm, đồng đảng của Nam Đốn vương Tư Mã Tông mưu phản bị Dữu Lượng, Triệu Dận đánh bại và giết chết. Tư Mã Tông cũng đi lại với Tuấn ), lực lượng ngày càng lớn mạnh.

## Bị gọi về triều
Năm thứ 2 (327), nhận định đây là họa hoạn về sau, Hộ quân Dữu Lượng muốn gọi ông về kinh đô. Lượng cho rằng nếu ông muốn làm phản, thì lúc này thế lực chưa đáng ngại, về sau sẽ không thể khống chế.
Tuấn nghe tin, sai Tư mã Hà Nhưng đến chỗ Lượng từ chối, lấy cớ mình là tướng ở ngoài cõi, không quen làm quan ở trong triều. Triều đình hạ chiếu vỗ về, triệu ông làm Đại tư nông, gia Tán kỵ thường thị, vị Đặc tiến, lấy em trai Tô Dật thay ông lãnh quân đội. Tuấn ngờ triều đình muốn hại mình, lại dâng biểu xin nhận chức ở chốn biên thùy là Thanh Châu, lại không được chấp nhận. Ông sợ hãi nên muốn vào triều, nhưng còn do dự chưa quyết, sau đó theo lời bộ hạ, quyết định kháng lệnh . Triều đình sai sứ đến trách dụ, Tuấn nói: "Triều đình nói ta muốn làm phản, há được sống hay sao! Ta thà ở trên đỉnh núi nhìn xuống Đình úy, chứ không để Đình úy nhìn xuống đỉnh núi (của ta) . Khi xưa nước nhà nguy nan, thiếu ta thì không xong, nay thỏ ranh đã chết, chó săn về lý nên tự mổ; nhưng phải lấy cái chết để đáp trả những kẻ mưu tính việc này!"
Từ trước, vào tháng 11 năm Hàm Hòa đầu tiên (326), Tuấn sai Hàn Hoảng giúp Tổ Ước đẩy lui được quân Hậu Triệu xâm phạm Thọ Xuân. Đến nay, sai tham quân Từ Hội liên kết với Ước, mượn danh nghĩa đánh dẹp Dữu Lượng, cùng nhau làm loạn.

## Liều lĩnh mà chết
Đào Khản đưa thủy quân hướng về Thạch Đầu, Dữu Lượng, Ôn Kiệu, Triệu Dận lên bờ ở phía nam Bạch Thạch, khiêu chiến phản quân. Tô Tuấn đưa 8000 quân đón đánh, sai con trai Tô Thạc cùng bộ tướng Khuông Hiếu áp sát Triệu Dận, đánh bại cánh quân này. Tuấn đang úy lạo tướng sĩ, gặp lúc say rượu trông thấy Dận chạy trốn, nói: "Hiếu có thể phá giặc, ta lại không được sao!" Nhân đó cho mọi người nghỉ ngơi, đưa vài kỵ binh phá trận, nhưng chưa vào được, muốn quay về gò Bạch Mộc thì ngựa bị vấp. Tướng của Khản là bọn Bành Thế, Lý Thiên lấy mâu mà ném, Tuấn nhào khỏi đầu ngựa, bị băm nát, đốt cả xương.